# Сотиева, Яна Алановна
Яна Алановна Сотиева (род. 26 июня 2002) — российская тяжелоатлетка, выступающая в весовой категории до 76 килограммов. Бронзовый призёр чемпионата мира 2021 года и серебряный призёр чемпионата Европы 2021 года. 

## Биография
Яна Сотиева родилась 26 июня 2002 года.

## Карьера
Яна выступала на юниорском чемпионате Европы 2019 года в весовой категории до 76 килограммов в Эйлате, где смогла стать чемпионкой континента в своём возрасте. На юниорском чемпионате мира в Ташкенте, который состоялся в 2021 году, Яна также одержала победу. 
В 2020 году на чемпионате России по тяжёлой атлетике Яна с результатом 216 кг стала бронзовым призёром. 
В 2021 году вошла в состав сборной России на чемпионат Европы в Москве, где выступила в весовой категории до 76 килограммов. С результатом 246 килограмма стала серебряным призёром. В упражнении «рывок» с весом 112 кг, а также в упражнении «толчок» с весом 134 кг завоевала малые серебряные медали.
В декабре 2021 года приняла участие в чемпионате мира, который состоялся в Ташкенте. В весовой категории до 76 килограммов, Яна по сумме двух упражнений с весом 242 кг завоевала бронзовую медаль турнира. В упражнении рывок она завоевала малую золотую медаль (112 кг).

## Достижения
Чемпионат мира
| Результат | Вес       | Год  | Место соревнований  | Рывок | Толчок | Общий вес |
| Бронза    | до 76 кг. | 2021 | Ташкент, Узбекистан | 112,0 | 130,0  | 242,0     |

Чемпионат Европы
| Результат | Вес       | Год  | Место соревнований | Рывок | Толчок | Общий вес |
| Серебро   | до 76 кг. | 2021 | Москва, Россия     | 112,0 | 134,0  | 246,0     |